# Martin Robra
Martin Robra (* 1954 in Celle) arbeitet im Ökumenischen Rat der Kirchen (ÖRK) als Berater des Generalsekretärs.

## Leben und Wirken
Gefördert von der Studienstiftung des Deutschen Volkes studierte er Theologie, Textlinguistik und Philosophie in Kiel, Münster und Bochum. Er war Pfarrer der Evangelischen Kirche von Westfalen in Bochum und Witten. Seine Dissertation zur ökumenischen Sozialethik wurde vom ehemaligen Generalsekretärs des ÖRK Konrad Raiser begleitet.
1994 begann er, für den ÖRK zu arbeiten und war zunächst verantwortlich für die Arbeit zu Ethik und Ökologie. Zu seiner Arbeit gehörte die Begleitung des Programms zum Klimawandel und des Ökumenischen Wassernetzwerks. Er zeichnete ebenfalls verantwortlich für Aktivitäten des ÖRK zur Gentechnologie und Nanotechnologie. Von 2007 bis 2012 war er Direktor der Programmeinheit „ÖRK und ökumenische Bewegung im 21. Jahrhundert“ und zeitweise Direktor der Programmeinheit „Einheit und Mission“ sowie Sekretär der Gemeinsamen Arbeitsgruppe für das gemeinsame Studium und den Dialog zwischen dem ÖRK und der römisch-katholischen Kirche. Nach der Vollversammlung des ÖRK 2013 in Busan unterstützt er auch die Stabsgruppe für den Pilgerweg der Gerechtigkeit und des Friedens.
Robra hat Artikel und Bücher in englischer und deutscher Sprache veröffentlicht.

## Schriften
- Ökumenische Sozialethik. Kaiser, Gütersloh 1994, ISBN 3-579-00296-1.